# Aulacaspis pinangiana
Aulacaspis pinangiana är en insektsart som beskrevs av Sadao Takagi 1999. Aulacaspis pinangiana ingår i släktet Aulacaspis och familjen pansarsköldlöss. Inga underarter finns listade i Catalogue of Life.